# Botnik Południowy
Botnik Południowy, Morze Botnickie (fiń. Selkämeri, szw. Bottenhavet) – południowa część Zatoki Botnickiej na Bałtyku.
Od Bałtyku właściwego na południu oddzielają go Wyspy Alandzkie, Morze Alandzkie i Morze Archipelagowe. Od północy cieśnina Kvarken Północny oddziela go od Botnika Północnego, który razem z Botnikiem Południowym tworzy Zatokę Botnicką. Zatoka powstała wskutek działania sił tektonicznych, we wczesnym kenozoiku kształtowały ją procesy rzeczne, a dzisiejsze ukształtowanie jest efektem zlodowaceń epoki plejstocenu. Lądolód skandynawski miał największą miąższość w regionie Botnika Północnego i obecnie, po deglacjacji tego obszaru, Zatoka Botnicka nie jest izostatycznie zrównoważona. Dno Botnika Południowego podnosi się w tempie od 5 do 7,5 mm/rok, co powoduje przesuwanie się linii brzegowej i odsłanianie lądu.